# Цанцзє (спосіб вводу ієрогліфів)
Цанцзє (кит. трад. 倉頡, спр. 仓颉, піньїнь cāngjié) — структурний метод введення китайських ієрогліфів, який був розроблений в 1976 році лабораторією під керівництвом Чу Бунфу (кит.: 朱邦復), один із способів введення ієрогліфів з клавіатури друкарської машини, комп'ютера та інших пристроїв. В основі запропонованого методу Cangjie лежить проста геометрична декомпозиція ієрогліфа, а не принцип стандартного порядку написання рисок і ключів Кансі. Свого часу метод став потужним поштовхом до розвитку комп'ютеризації в Китаї. В даний час є одним з небагатьох способів введення ієрогліфів, доступних для більшості користувачів комп'ютерів, який не вимагає додаткового встановлення спеціального програмного забезпечення.

## Епонім
Історично способи введення китайських ієрогліфів шляхом розкладання на складові частини з'явилися ще в кінці XIX століття для передачі китайських текстів по телеграфу та радіо (аналог азбуки Морзе). Розроблений Чу Бунфу метод введення китайських ієрогліфів (кит. трад. 倉頡輸入法, спр. 仓颉输入法, піньїнь cāng jié shūrùfǎ, «цанцзє шужуфа») був названий на честь Цан Цзє — придворного історіографа першого легендарного імператора Хуан-ді та одного з творців китайської писемності (запропонований ним набір піктограм згодом був узятий за основу при створенні нових ієрогліфів). Історія Китаю зберігає численні досліди спроб створення писемності, але тільки символи (піктограми), розроблені Цан Цзє, прижились та досі успішно застосовуються на практиці.

## Розкладка клавіатури, ключі (радикали)

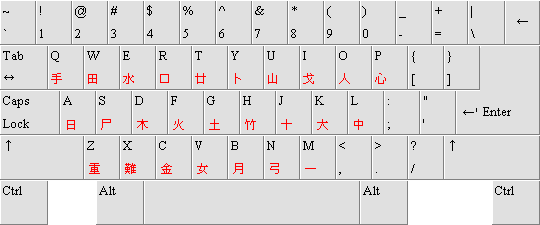
Розкладка клавіатури Cangjie

У структурному методі введення китайських ієрогліфів «Цанцзє» базові компоненти отримали назву «радикали» (або ієрогліфічні ключі). При цьому в стандартній розкладці клавіатури використовуються від 25 до 26 клавіш: клавіші «X» та «Z» (або тільки «X») кодують ієрогліфи спеціальної групи 重 / 難 «Колізія» / «Складні», а інші 24 кодують певні радикали, які поділені на групи та асоційовані з літерами латинської абетки.